# Umbellatskål
Umbellatskål (Heterosphaeria patella) är en svampart som först beskrevs av Tode, och fick sitt nu gällande namn av Greville 1824. Umbellatskål ingår i släktet Heterosphaeria, och familjen Helotiaceae.  Arten är reproducerande i Sverige. Inga underarter finns listade i Catalogue of Life.